# Piz d'Arbeola
Piz d'Arbeola är en bergstopp i Schweiz.   Den ligger i regionen Moesa och kantonen Graubünden, i den sydöstra delen av landet, 140 km öster om huvudstaden Bern. Toppen på Piz d'Arbeola är 2 600 meter över havet, eller 197 meter över den omgivande terrängen. Bredden vid basen är 0,87 km.
Terrängen runt Piz d'Arbeola är huvudsakligen mycket bergig. Närmaste större samhälle är Biasca, 16,7 km sydväst om Piz d'Arbeola. 
I omgivningarna runt Piz d'Arbeola växer i huvudsak blandskog. Runt Piz d'Arbeola är det mycket glesbefolkat, med 7 invånare per kvadratkilometer.